# Studeni Jadar
Studeni Jadar je rijeka u istočnoj Bosni, u BiH.
Protječe kroz općinu Milići. Ova rijeka je dužine oko 30 km i ima jednu pritoku. Izvire u selu Zalukovik. Zajedno sa Zelenim Jadrom, Studeni Jadar gradi novu rijeku - Jadar. Ušće se nalazi u Milićima.